# Liste der Bodendenkmäler in Kleinwallstadt
Auf dieser Seite sind die Bodendenkmäler in dem unterfränkischen Markt Kleinwallstadt zusammengestellt. Diese Tabelle ist eine Teilliste der Liste der Bodendenkmäler in Bayern. Grundlage ist die Bayerische Denkmalliste, die auf Basis des Bayerischen Denkmalschutzgesetzes vom 1. Oktober 1973 erstmals erstellt wurde und seither durch das Bayerische Landesamt für Denkmalpflege geführt wird. Die folgenden Angaben ersetzen nicht die rechtsverbindliche Auskunft der Denkmalschutzbehörde.

## Bodendenkmäler in Kleinwallstadt
| Lage       | Objekt | Akten-Nr.     | Bild           |
| ---------- | --- | ------------- | -------------- |
| (Standort) | Siedlung der Urnenfelderzeit und merowingerzeitliche Bestattungen.                                                                | D-6-6120-0053 |                |
| (Standort) | Archäologische Befunde des Mittelalters und der frühen Neuzeit im Bereich der ehem. befestigten Marktsiedlung von Kleinwallstadt. | D-6-6120-0130 |                |
| (Standort) | Archäologische Befunde im Bereich der spätmittelalterlichen und frühneuzeitlichen Kirche                                          | D-6-6120-0131 |                |
| (Standort) | Archäologische Befunde im Bereich der im Kern mittelalterlichen, frühneuzeitlichen Kath. Kirche                                   | D-6-6120-0132 |                |
| (Standort) | Hoch- bis spätmittelalterlicher Burgstall „Altes Schloss“.                                                                        | D-6-6121-0043 | weitere Bilder |
| (Standort) | Vorgeschichtliche Grabhügel, daraus Funde der Hallstattzeit.                                                                      | D-6-6121-0044 |                |
| (Standort) | Vorgeschichtliche Grabhügel, daraus Funde der Hallstattzeit.                                                                      | D-6-6121-0045 |                |
| (Standort) | Brandgräber der Hallstattzeit. | D-6-6121-0046 |                |
| (Standort) | Vorgeschichtliche Grabhügel, daraus Funde der Hallstattzeit.                                                                      | D-6-6121-0047 |                |
| (Standort) | Vorgeschichtliche Grabhügel, daraus Funde der Hallstattzeit.                                                                      | D-6-6121-0048 |                |
| (Standort) | Vorgeschichtliche Grabhügel. | D-6-6121-0049 |                |
| (Standort) | Vorgeschichtliche Grabhügel. | D-6-6121-0050 |                |
| (Standort) | Vorgeschichtliche Grabhügel. | D-6-6121-0051 |                |
| (Standort) | Vorgeschichtliche Grabhügel. | D-6-6121-0052 |                |
| (Standort) | Vorgeschichtliche Grabhügel. | D-6-6121-0053 |                |
| (Standort) | Siedlung der Hallstattzeit. | D-6-6121-0062 |                |
| (Standort) | Körpergräber vor- und frühgeschichtlicher Zeitstellung.                                                                           | D-6-6121-0068 |                |
| (Standort) | Grabhügel vorgeschichtlicher Zeitstellung.                                                                                        | D-6-6121-0084 |                |
| (Standort) | Archäologische Befunde im Bereich der mittelalterlichen und frühneuzeitlichen Evang. Kirche                                       | D-6-6121-0114 |                |